# اسکله

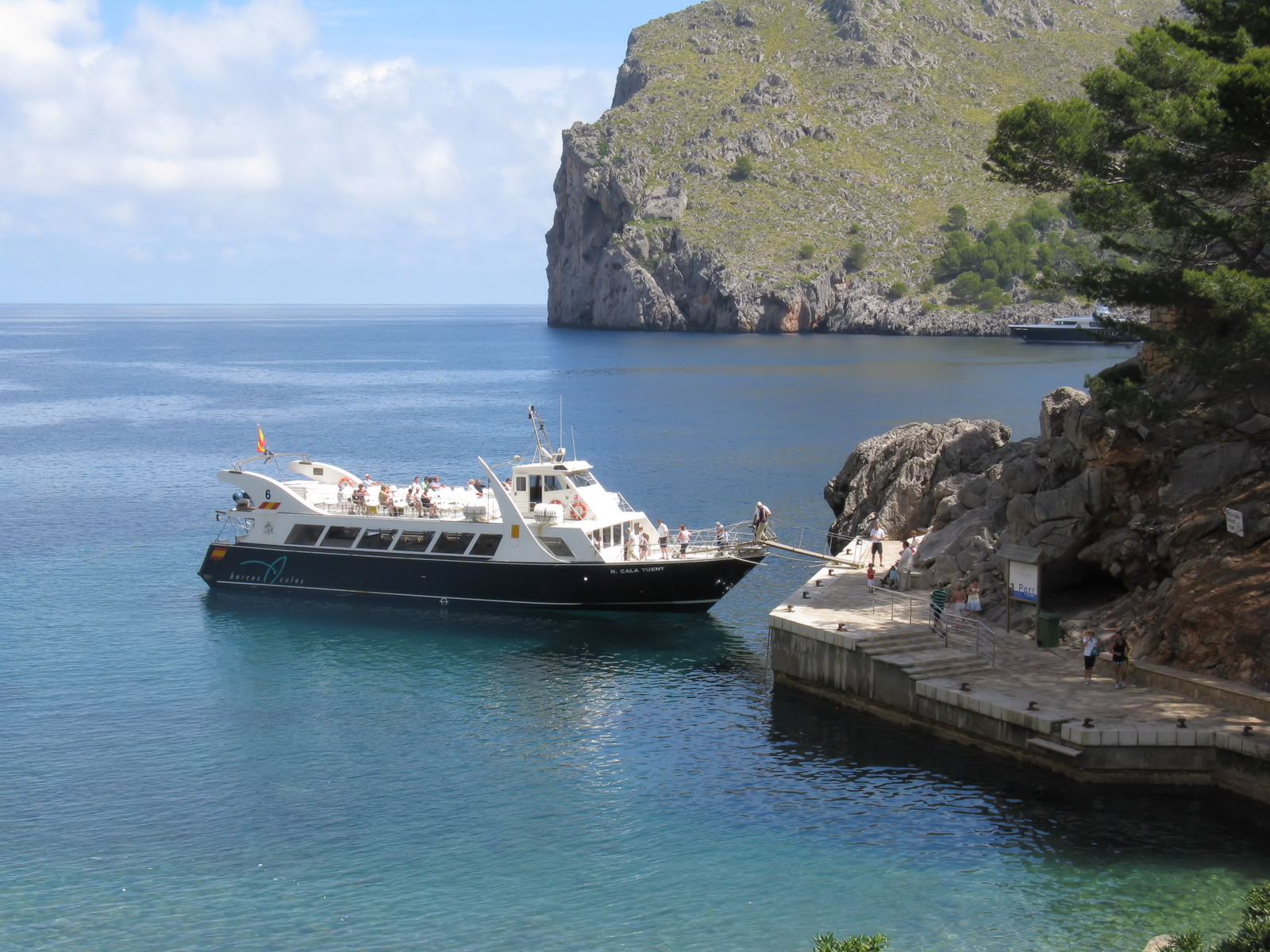
یک کشتی تفریحی، گردشگران را به یک اسکله ساحلی کوچک می‌رساند.

اِسْکِله یا لنگرگاه یا بارگاه (به ایتالیایی: scala) سازه‌ای دریایی است که به منظور پهلوگیری و مهار کشتی جهت بارگیری و باراندازی کالا ساخته می‌شود. اسکله‌ها معمولاً در درون حوضچه بنادر که مکانی ایمن در برابر برخورد امواج و توفان است، ساخته می‌شوند.

## مراحل پهلوگیری به اسکله
مکانی در اسکله که کشتی بتواند در آن پهلو بگیرد پهلوگاه berth و قرار گرفتن یا قرار دادن کشتی در پهلوگاه را پهلوگیری می‌گویند. در زمان پهلوگیری یا جدا شدن از اسکله شناوری پرقدرت برای کشیدن یا یدک کردن کشتی‌ها یا کمک به حرکت و جابه‌جایی آنها در محدودهٔ بندر به‌کار می‌رود که یدک‌کش نام دارد.
در هنگام پهلو گرفتن کشتی، ملوانان معمولاً نخست به سمت اسکله یک طناب‌بَر پرتاب می‌کنند. طناب‌بَر ریسمانی سبک است که سر آن به شکل گلوله است. از این طریق با اتصال سر طناب اصلی به انتهای طناب‌بر، طناب‌ها به آسانی به سوی اسکله فرستاده می‌شوند. گاه برای مهار قایق یا کشتی در اسکله از چوب یا لوله‌ای عمودی استفاده می‌شود که در جنوب ایران (به‌ویژه منطقه بوشهر) به آن مُندا گفته می‌شود.
در مورد کشتی‌های نفت‌کش گاه لازم است تا برای تخلیهٔ الکتریسیتهٔ ساکن عملیاتی به نام برق‌زدایی bonding انجام شود تا از ایجاد تخلیهٔ الکتریکی بین کشتی و اسکله جلوگیری شود.
پس از پهلوگیری معمولاً تخته یا سازه‌ای فلزی یا چوبی به نام پل تردد به‌صورت پلی بین عرشهٔ کشتی و اسکله یا بین دو کشتی قرار می‌گیرد و از طریق آن تردد کارکنان کشتی میسر می‌شود. همچنین گاه سکویی چوبی بین اسکله و کشتی گذاشته می‌شود و از آن برای سُراندن و کشیدن بار استفاده می‌شود. در برخی موارد طنابی دراز با قلابی بزرگ به‌کار می‌رود که آن را به جرثقیلی وصل می‌کنند و با آن بارها را به اسکله می‌رسانند. به این طناب و قلاب در جنوب ایران سِلِنگ می‌گویند.
مقامات بندری برای گذر کالا از اسکله، از کشتی‌ها عوارض بار دریافت می‌کنند و علاوه بر این مالک کشتی بابت استفاده از اسکله نیز هزینه‌ای را پرداخت می‌کند.
پیش از تخلیه بار شناورها، معمولاً مسئول اسکله صورتی از بار کشتی تهیه می‌کند تا کارکنان دفتری صاحب کشتی بتوانند پیش از امضای بارنامه‌ها به بررسی و بازبینی آن‌ها بپردازند. این صورت بارها را سیاههٔ بار می‌گویند.

## انواع
اسکله چند نوع دارد که عبارتند از:
| اسکله سبک wharf  |  | اسکله سبک یا سبک‌اسکله سازه‌ای است سبک در امتداد و متصل به ساحل دریا یا رودخانه، برای پهلوگیری و تخلیه و بارگیری شناورها. سبک‌اسکله ممکن است دارای انبار هم باشند. در برخی کشورها بر روی سبک‌اسکله‌ها یا در امتداد آن‌ها ساختمان‌سازی نیز شده است. |
| اسکله ساحلی quay |  | اسکله ساحلی یا ساحل‌اسکله سازه‌ای است توپُر در امتداد آبراه قابل‌کشتی‌رانی که کشتی‌ها برای تخلیه و بارگیری در آن پهلو می‌گیرند. |
| اسکله کوتاه pier |  | اسکله کوتاه یا کوتاه‌اسکله اسکله‌ای است کوتاه و معمولاً عمود بر ساحل برای پهلوگیری شناورها. |
| اسکله بلند jetty |  | اسکله بلند یا بلنداسکله سازه‌ای است پیشرفته در دریا برای پهلوگیری کشتی‌ها و همچنین حفاظت بندر از صدمات ناشی از امواج. |